# Mesopteryx alata
Mesopteryx alata es una especie de mantis de la familia Mantidae.

## Distribución geográfica
Se encuentra en China, India y las islas Filipinas.